# Petrova Gora
Petrova Gora falu Horvátországban Krapina-Zagorje megyében. Közigazgatásilag Loborhoz tartozik.

## Fekvése
Krapinától 13 km-re keletre, községközpontjától  3 km-re északnyugatra a Horvát Zagorje területén egy régen nehezen megközelíthető hegyen fekszik. 

## Története
A falu ősi kápolnáját 1334-ben említi először Ivan goricai főesperes a zágrábi káptalan statutumában, azonban valószínűleg már ugyanezt a kápolnát említi a zágrábi káptalan 1243-ban kelt oklevele is. Ha ez az utóbbi adat valós, akkor a petrova gorai kápolna a horvát zagorje legkorábban említett kápolnája. Egy 1676-og feljegyzés szerint e helyen egy fa kápolna is állt, mely mintegy száz hívő befogadására volt alkalmas. Tornyában 1736-ban két harang volt és temető is övezte, ahol a közeli falvak, Cebovec, Petrova Gora, Velika és részben Vojnovec lakói temetkeztek. A Szent Péter kápolna közelében keletre egykor egy Szent Fábián és Sebestyén tiszteletére szentelt kápolna is állt, amely ma már nincs meg. Az eredetileg fából épült kápolnát 1666-ban újjáépítették, de 1746-ban már ez is romokban állt, később teljesen elpusztult.
1857-ben 553, 1910-ben 918 lakosa volt. A település a trianoni békeszerződésig Varasd vármegye Zlatari járásához tartozott. 2001-ben 480 lakosa volt.

## Nevezetességei
Szent Péter tiszteletére szentelt kápolnája a 13. században épült. A gótikus kápolnához a barokk korban tornyot és kis előudvart építettek. Egy oltára van Szent Péter tiszteletére szentelve. Kis orgonáját 1830 és 1840 között építették biedermeier stílusban.

## Külső hivatkozások
- Lobor község hivatalos oldala
- Nemhivatalos oldal Archiválva 2013. május 14-i dátummal a Wayback Machine-ben
- A lobori Szent Anna plébánia honlapja